# Le Moretti
Le Moretti (o Cheminée Moretti) es una obra del artista francés Raymond Moretti. Se encuentra en el barrio de La Défense, en Courbevoie, entre los edificios Neuilly Défense y Manhattan Square. Se trata del revestimiento de una chimenea de ventilación de 32 m de altura con varios cientos de tubos de fibra de vidrio de colores brillantes. La obra fue inaugurada en 1995.

## Descripción
Es una estructura con forma de pajita gigante formada por 672 tubos de fibra de vidrio, con un diámetro que varía de 2 a 30 cm pintados en 19 tonalidades diferentes, brillantes y frías. Por la noche, la chimenea se ilumina con focos, lo que permite que se refleje en las ventanas de los edificios circundantes.
Los tubos fueron transportados en barco desde la planta de fabricación hasta la ubicación de la chimenea y requirió 2100 horas de montaje en total.
Otros ejemplos de obras creadas a partir de chimeneas en La Défense son:
- Mosaïque y Vive le vent de Michel Deverne
- Cheminée végétalisée de Édouard François
- Les Trois Arbres de Guy-Rachel Grataloup
- Cheminées de Philolaos Tloupas